# Steigra
Steigra è un comune tedesco di 1 100 abitanti situato nel land della Sassonia-Anhalt.